# Williams Tower
Williams Tower (dříve Transco Tower) je mrakodrap v Houstonu. Navrhli jej architekti Philip Johnson a John Burgee. 49 výtahů obsluhuje 64 pater a budova je vysoká 275 m, je tak 3. nejvyšší ve městě a 4. nejvyšší ve státě Texas. Výstavba probíhala v letech 1982 – 1983 a celkové náklady byly asi 300 milionů dolarů.